# ウェスタン・カンファレンス (NBA)
ウェスタン・カンファレンス（Western Conference）は、北米プロバスケットボールリーグNBAの二つあるカンファレンスのうちの一つ。もう一つは、イースタン・カンファレンス (Eastern Conference)。それぞれのカンファレンスが3つのディビジョンを持ち、ディビジョンは各5チームで構成されている。ウェスタン・カンファレンスは、ノースウェスト・ディビジョンの5チーム、サウスウェスト・ディビジョンの5チーム、パシフィック・ディビジョンの5チームが所属する。

## 現在の地区割り
ウェスタン・カンファレンスの所属チームは次のとおり:

## 経緯
現在の地区割りは2004-2005シーズンよりシャーロット・ボブキャッツが30チーム目のフランチャイズとして加入した際のフォーマットとなっておりミッドウェスト・ディビジョンが廃止されサウスウェスト・ディビジョン、ノースウェスト・ディビジョンが新設された。またニューオーリンズ・ホーネッツがイースタン・カンファレンスのセントラル・ディビジョンからウェスタン・カンファレンスのサウスウェスト・ディビジョンに移った。

### 過去の所属チーム
消滅したチーム
| - アンダーソン・パッカーズ - ボルチモア・ブレッツ - シカゴ・スタッグズ - クリーブランド・レベルズ - デンバー・ナゲッツ | - デトロイト・ファルコンズ - インディアナポリス・ジェッツ - インディアナポリス・オリンピアンズ - ピッツバーグ・アイアンメン | - シアトル・スーパーソニックス - シボイガン・レッドスキンズ - セントルイス・ボンバーズ - ワシントン・キャピトルズ - ウォータールー・ホークス |

イースタン・カンファレンスに移ったチーム
- シカゴ・ブルズ
- デトロイト / フォートウェイン・ピストンズ
- アトランタ / ミルウォーキー / セントルイス・ホークス （1951年まではトリシティーズ・ブラックホークス）
- インディアナ・ペイサーズ
- ミルウォーキー・バックス
- マイアミ・ヒート
- オーランド・マジック

## カンファレンス優勝の決定方式
2007年以降のプレーオフには各ディビジョン優勝したチーム及びディビジョン優勝を逃したチームの中で最高勝率をあげたチームが第1シードから第4シード、残ったチームのうち勝率の良いチームから第5シードから第8シードとなる。ディビジョン優勝を逃した場合でも他のディビジョン優勝したチームよりも勝率で上回った場合は第2シード、第3シードとなる可能性がある。ホームコートアドバンテージは対戦するチームの勝率により決定される。例えば第3シードのチームより第6シードのチームの方が勝率で上回る場合、第6シードのチームがホームコートアドバンテージを与えられる。
地区優勝したチームが第1シードから第3シード、その他チームが第4シードから第8シードとなる場合、ディビジョン優勝を逃したチームのうち最も勝率が高いチームが他の2つの地区優勝したチームより勝率で上回っていた場合にカンファレンスセミファイナルで勝率上位の2チームが対戦しないよう配慮がされている。実際2006年のプレーオフではウェスタン・カンファレンスの勝率1位、2位となったサンアントニオ・スパーズ、ダラス・マーベリックスが共にサウスウェスト・ディビジョンに所属していたため両チームはカンファレンスセミファイナルで対戦した。また第3シードとなったデンバー・ナゲッツはカンファレンスの第4、第5、第6、第7シードのチームよりも勝率が悪かった。その後NBAはカンファレンスの最良の2チームがカンファレンスファイナルまで対戦しないようフォーマットが変更された。プレーオフ1回戦、2回戦、カンファレンスファイナルを勝ち上がったチームがイースタンカンファレンスの優勝チームとNBAファイナルで対戦することとなる。全てのラウンドは7試合制で行われ先に4勝したチームが勝ちあがる（かつてはプレーオフ1回戦は5試合制で行われ先に3勝したチームが勝ちあがった。）。

## カンファレンス・チャンピオン
|  | - 1971: ミルウォーキー・バックス - 1972: ロサンゼルス・レイカーズ - 1973: ロサンゼルス・レイカーズ - 1974: ミルウォーキー・バックス - 1975: ゴールデンステート・ウォリアーズ - 1976: フェニックス・サンズ - 1977: ポートランド・トレイルブレイザーズ - 1978: シアトル・スーパーソニックス - 1979: シアトル・スーパーソニックス - 1980: ロサンゼルス・レイカーズ - 1981: ヒューストン・ロケッツ - 1982: ロサンゼルス・レイカーズ - 1983: ロサンゼルス・レイカーズ - 1984: ロサンゼルス・レイカーズ - 1985: ロサンゼルス・レイカーズ - 1986: ヒューストン・ロケッツ - 1987: ロサンゼルス・レイカーズ - 1988: ロサンゼルス・レイカーズ | - 1989: ロサンゼルス・レイカーズ - 1990: ポートランド・トレイルブレイザーズ - 1991: ロサンゼルス・レイカーズ - 1992: ポートランド・トレイルブレイザーズ - 1993: フェニックス・サンズ - 1994: ヒューストン・ロケッツ - 1995: ヒューストン・ロケッツ - 1996: シアトル・スーパーソニックス - 1997: ユタ・ジャズ - 1998: ユタ・ジャズ - 1999: サンアントニオ・スパーズ - 2000: ロサンゼルス・レイカーズ - 2001: ロサンゼルス・レイカーズ - 2002: ロサンゼルス・レイカーズ - 2003: サンアントニオ・スパーズ - 2004: ロサンゼルス・レイカーズ - 2005: サンアントニオ・スパーズ - 2006: ダラス・マーベリックス - 2007: サンアントニオ・スパーズ - 2008: ロサンゼルス・レイカーズ - 2009: ロサンゼルス・レイカーズ | - 2010: ロサンゼルス・レイカーズ - 2011: ダラス・マーベリックス - 2012: オクラホマシティ・サンダー - 2013: サンアントニオ・スパーズ - 2014: サンアントニオ・スパーズ - 2015: ゴールデンステート・ウォリアーズ - 2016: ゴールデンステート・ウォリアーズ - 2017: ゴールデンステート・ウォリアーズ - 2018: ゴールデンステート・ウォリアーズ - 2019: ゴールデンステート・ウォリアーズ - 2020: ロサンゼルス・レイカーズ - 2021: フェニックス・サンズ - 2022: ゴールデンステート・ウォリアーズ - 2023: デンバー・ナゲッツ - 2024: ダラス・マーベリックス |

太字はNBAチャンピオン

## これまでのカンファレンス優勝回数
- 19: ミネアポリス / ロサンゼルス・レイカーズ
- 7: ゴールデン・ステート / サンフランシスコ・ウォリアーズ
- 6: サンアントニオ・スパーズ
- 4: ヒューストン・ロケッツ
- 4: オクラホマシティ・サンダー / シアトル・スーパーソニックス
- 3: ポートランド・トレイルブレイザーズ
- 3: フェニックス・サンズ
- 3: ダラス・マーベリックス
- 2: ミルウォーキー・バックス
- 2: ユタ・ジャズ
- 1: デンバー・ナゲッツ

## その他
- 2021年現在、70にのぼるウェスタンカンファレンス優勝チームのうち連覇したチームは7チームあるが、3連覇以上を達成しているのはロサンゼルス・レイカーズのみである。
- 最多連覇はロサンゼルス・レイカーズの4連覇。
- 1948年から1954年までの7年間は連続でウェスタンカンファレンス優勝チームがNBAファイナルを制しているが、1959年から1970年までの12年間は連続でイースタンカンファレンス優勝チームがファイナルを制している。